# 送り火

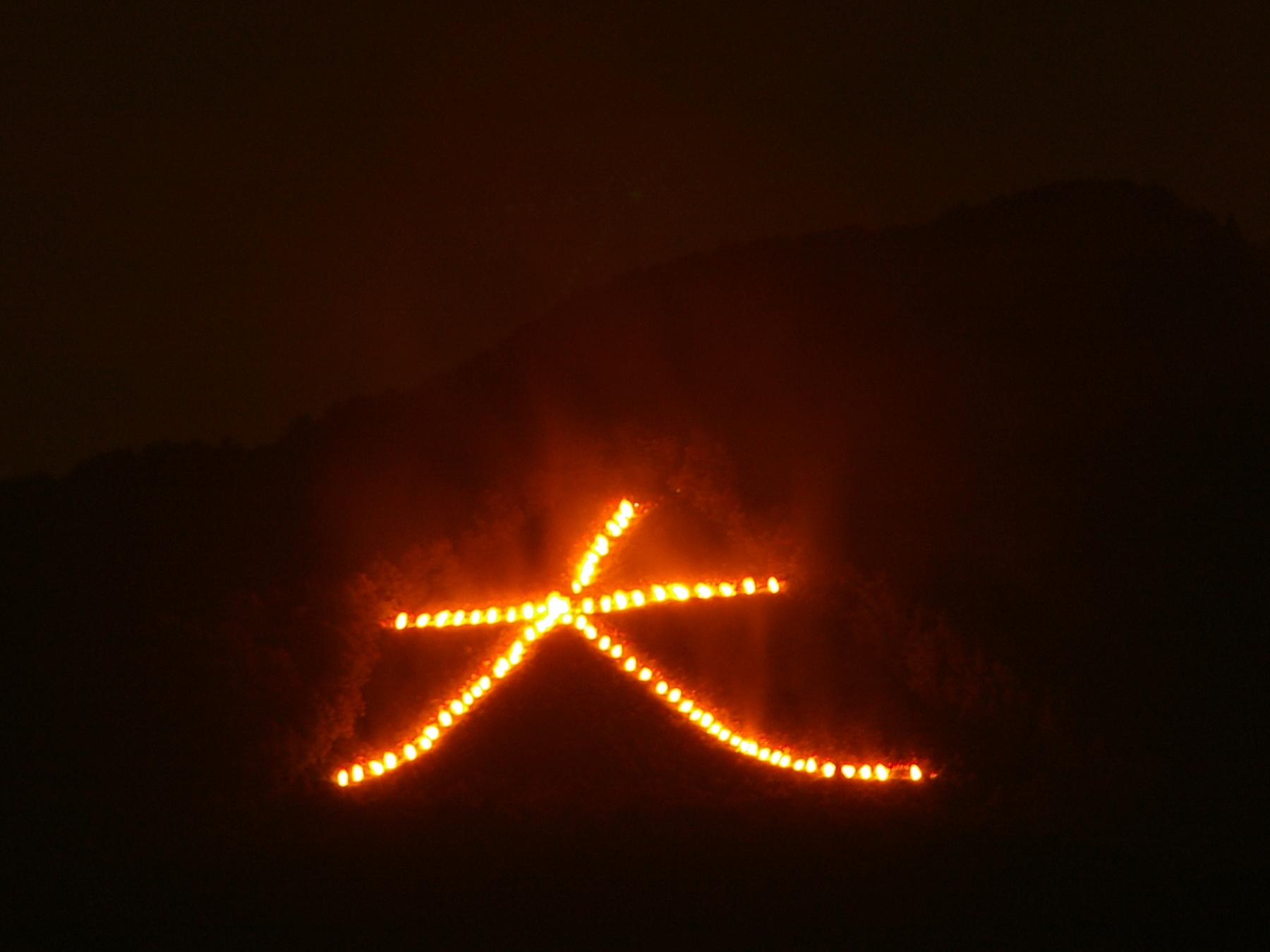
京都五山の送り火のうち大文字

送り火（おくりび）とは、お盆の行事の一つで、お盆に帰ってきた死者の魂を現世からふたたびあの世へと送り出す行事である（反対語 → 迎え火）。 家庭の玄関先や庭で行われるものから、地域社会の行事として行われるものまで、さまざまな規模で行われている。大規模なものでは大きく分けて、山の送り火、海の送り火の2つがある。仏教が庶民の間に浸透した室町時代以後に年中行事として定着したといわれている。
山の送り火としては、京都の五山送り火・奈良の高円山大文字送り火などが有名。海の送り火としては、「灯籠流し」が全国的に行われている（「精霊流し」と呼ぶ地方もある）。地方によってその由来や意味あい、行事の内容、行われる時期などはそれぞれ異なっている。観光行事として、最近行われ始めたものもあるようだ。